# Alanin transaminază
Alanin transaminaza sau alanin aminotransferaza (ALT sau ALAT; EC 2.6.1.2) este o enzimă din clasa transferazelor și un tip de transaminază. A fost descoperită la mijlocul anilor 1950 de Arthur Karmen și colaboratorii săi. În trecut era denumită glutamat-piruvat transaminază, fapt pentru care se mai abreviază uneori GPT. ALT se regăsește în sânge și în diverse țesuturi, dar cel mai frecvent în ficat. Catalizează două etape din ciclul glucozo-alanină.
Timpul de înjumătățire biologic al ALT în circulație este de aproximativ 47 de ore.

## Funcție
ALT catalizează transferul de grupă amino de la L-alanină la α-cetoglutarat:
Reacția este o transaminare reversibilă ce produce piruvat și L-glutamat. Este necesar piridoxal fosfat pe post de coenzimă.

## Semnificație clinică
ALT este unul dintre parametrii măsurați frecvent în cadrul analizelor funcției hepatice, fiind un component al raportului ASAT/ALAT. Când este utilizat în diagnostic, ALAT este aproape mereu indicată în unități internaționale pe litru (UI/L) sau în µkat. Deși intervalul normal variază, intervalul de referință standard pentru studii experimentale este de 0-40 UI/L.